# 张顾恒
张顾恒（？—？），陕西韩城人，是一名清朝政治人物。举人出身。
张顾恒曾于1663年接替胡思虞任娄县知县一职，1664年由李复兴接任。